# Caraguata bella
Caraguata bella es un coleóptero de la familia Chrysomelidae.
Fue descrita científicamente por primera vez en 1951 por Bechyne.